# Ma Barker
Arizona Donnie Clark (født 8. oktober 1873 Ash Grove, Missouri, død 16. januar 1935 i Ocklawaha) kendt som Ma Barker og Kate Barker. Hun var en amerikansk kriminel, som sammen med sine fire sønner drev gangstervirksomhed USA. 
De gennemførte mellem 1931 og 1935 flere bankrøverier og kidnapninger. De var efterlyst over hele USA af FBI. De blev skudt og dræbt i 1935.
- I 1970 kom filmen Bloody Mama instrueret af Roger Corman og Shelley Winters i hovedrollen som Ma Barker.
- I 1977 lavede Boney M  sangen Ma Baker om Kate Barker.

Kate Barker var også model til Dalton-brødrenes mor i tegneserien Lucky Luke.
Kate (Ma) Barker (født Clark; 8. oktober 1873 - 16. januar 1935), bedre kendt som Ma Barker, og nogle gange som Arizona Barker, var mor til flere kriminelle, der styrede Barker-banden under den "Offentlige fjendtlige æra," da  kriminelle banders virke i Midtvesten i USA optog det amerikanske folk og pressen. 
Hun rejste med sine sønner under deres kriminelle karriere.
Efter at Barker blev dræbt under en skudveksling med FBI, fik hun et ry som en hensynsløs kriminel matriark, der kontrollerede og organiserede sine sønners forbrydelser. J. Edgar Hoover beskrev hende som "den mest onde, farlige og ressourcestærke kriminelle hjerne i det sidste årti". Ma Barker er blevet præsenteret som en monstrøs mor i film, sange og litteratur. Men de, der kendte hende insisterede på, at hun ikke havde en kriminel rolle, og de samt andre hævder, at Hoover skabte sådanne beskyldninger for at frikende FBI for at dræbe hende.
Ma Barker blev født Arizona Clark i Ash Grove, Missouri. Hun var datter af John og Emaline (Parker) Clark; hendes familie kaldte hende "Arrie". I 1892 giftede hun sig George Barker i Lawrence County, Missouri. Parret havde fire sønner: Herman (1893-1927), Lloyd (1897-1949), Arthur (1899-1939) og Fred (1901-1935). 
Folketællinger fra 1910 til 1930, og Tulsa City Directories fra 1916 til 1928 viser, at George Barker arbejdede i en række generelt lavtuddannede jobs. 
Fra 1916 til 1919 arbejdede han hos Crystal Springs Water Co. I 1920'erne var han ansat som bonde, vagt, stationsingeniør og kontorist. Et FBI-dokument beskriver ham som "skødesløs" og siger, at Barkerne ikke har interesseret sig for deres sønners uddannelse. Som et resultat var de alle "mere eller mindre analfabeter"
Barkers sønner begik forbrydelser så tidligt som i 1910, da Herman Barker blev anholdt for landevejsrøveri, efter at have kørt et barn ned i flugtbilen. I løbet af de næste par år var Herman og hans brødre Lloyd, Fred og Arthur gentagne gange involveret i forbrydelser af stigende grovhed, herunder røveri og mord. De blev introduceret til storkriminalitet af Central Park-banden. 
Herman døde 29. august 1927 i Wichita, Kansas, efter et røveri og konfrontation med politiet, der kostede en politimand livet. Han skød politimanden direkte i munden. Han skød og dræbte sig selv,  for at undgå retsforfølgelse, da han blev alvorligt såret efter at have kørt galt i sin bil. I 1928 blev Lloyd Barker fængslet i det føderale fængsel ved Leavenworth, Kansas, Arthur "Doc" Barker var i Oklahoma State Fængsel, og Fred var i Kansas State Fængsel.
George er sidst noteret samboende med sin kone i 1928 i Tulsa City arkiver. Han blev enten smidt ud af banden af Arrie, som nogle siger, eller han forlod den,  da livet med den  kriminelle familie blev for uacceptabel. Ifølge forfatteren Miriam Allen deFord, var det efter Hermans død og fængslingen af hans andre sønner, at George "helt tydeligt gav op og stilfærdigt fjernede sig fra scenen." FBI hævdede, at George forlod Ma af andre grunde: fordi hun var blevet "løssluppen i sit moralske liv" og havde "stævnemøder med andre mænd". De bemærkede, at selvom George ikke var kriminel, var han villig til at "profitere" fra sine sønners forbrydelser efter deres død, ved at kræve deres aktiver som deres nærmeste familie.  En ven af familien mindedes imidlertid, at George og Arrie skændtes om deres børns "kaotiske liv". Mens Arrie "tolererede deres forseelser", nægtede George at acceptere dem. Krisen kom, da George nægtede at støtte Lloyd efter sin anholdelse og insisterede på, at han skulle straffes for sin forbrydelse. Arrie gjorde alt, hvad hun kunne for at få sine sønner fri, uanset hvad de havde gjort.
Fra 1928 til 1931 levede Ma i "elendig fattigdom" i en "jord-gulvs-hytte" uden mand og job, mens alle hendes sønner var i fængsel. Det kunne have været på dette tidspunkt, at hun blev "løssluppen" med lokale mænd, som FBI insinuerede. I 1930 levede Arrie sammen med en arbejdsløs mand ved navn Arthur W. Dunlop (undertiden stavet "Dunlap"). Hun er noteret som hans kone i folketællingen fra Tulsa, Tulsa County, Oklahoma, fra 1930. 
Tingene forbedrede sig for hende i 1931, efter at hendes søn Fred var frigivet fra fængsel. Han sluttede sig sammen med den tidligere fængslede Alvin Karpis for at danne Barker-Karpis-banden. Efter en række røverier dræbte Fred og Karpis Sheriff C. Roy Kelly i West Plains, Missouri, den 19. december 1931. En handling, der tvang dem til at flygte fra området. Ma og hendes elsker Dunlop rejste sammen med dem. De brugte forskellige falske navne under deres kriminelle karriere. En efterlysningsplakat udstedt på dette tidspunkt tilbød $ 100 belønning for indfangelsen af "Old Lady Arrie Barker" som en medskyldig. Efter dette blev hun normalt omtalt blandt bandens medlemmer som "Kate”.
Da Arthur blev frigivet i 1932, sluttede han sig til Fred og Karpis. Hovedbanden blev også suppleret med andre kriminelle bekendte. Banden flyttede først til Chicago, men besluttede at forlade byen, fordi Karpis ikke ønskede at arbejde for Al Capone. Svindleren Jack Peifer foreslog, at de skulle komme til St. Paul, Minnesota, en by, der på det tidspunkt havde et ry som et paradis for kriminelle. Barker-Karpis-bandens mest berygtede forbrydelser blev begået efter flytningen til St. Paul, under deres ophold i en række lejede huse i og omkring byen. I St. Paul blev banden, der opererede under beskyttelsen af byens korrupte politichef, Thomas "Big Tom" Brown, og under hans vejledning, omdannet fra bankrøverne til kidnappere.
Ma's samlever Arthur Dunlop sagdes at være åbenmundet, når han var fuld, og medlemmerne af banden stolede ikke på ham. Han blev beskrevet som en "røvirriterende" af Karpis. Mens de var i et skjulested, genkendte en lokal beboer banden ud fra fotografier i True Detective Magazine og gav et tip til politiet. Brown advarede banden, og de undslap. I den fejlagtige tro at Dunlops åbenmundethed havde afsløret dem, har de tilsyneladende myrdet ham under rejsen. Hans nøgne krop, med et enkelt skudhul i hovedet, blev fundet nær Webster, Wisconsin. Selv om Tom Browns involvering i bandeflugten ikke kunne bevises, blev han degraderet til kriminalbetjent og blev senere afskediget fra politistyrken. For en tid flyttede banden til Menomonie, Wisconsin.
I denne periode skjulte Fred Barker Ma Barker i en række hoteller og gemmesteder. Formålet var at holde hende fra at vide for meget om bandens forbrydelser samt at adskille hende fra bandens kærester, med som hun ikke kom godt ud af det med. FBI hævdede faktisk senere, at Ma ville forsøge at afbryde ethvert forhold, så "andre kvinder i banden" gjorde deres bedste for at undgå Ma. I 1933 var de fleste af banden tilbage i St. Paul, hvor de planlagde og udførte to kidnapninger af velhavende lokale forretningsmænd. Efter at have fået $ 100.000 løsepenge efter bortførelsen af William Hamm, arrangerede de derefter kidnapningen af Edward Bremer, hvorfra de fik en løsesum på $ 200.000. FBI forbandt banden til William Hamm kidnapningen ved at bruge en så ny metode til latent fingeraftryk identifikation.  Med FBI på sagen og uden Tom Brown til at levere information, besluttede banden at forlade St. Paul. De flyttede til Chicago-området, og lejede lejligheder til Ma Barker, mens de forsøgte at vaske løsepengene hvide.
FBI-agenter opdagede Barker og hendes søn Fred, efter at Arthur "Doc" Barker blev anholdt i Chicago den 8. januar 1935. Et kort, der blev fundet i hans besiddelse, viste, at andre bandemedlemmer var i Ocklawaha, Florida. FBI fandt snart huset, hvor banden opholdt sig, efter at have identificeret referencer til en lokal alligator, der hed "Gator Joe", nævnt i et brev sendt til Doc. De havde lejet ejendommen under pseudonymet "Blackburn" og hævdede at være mor og sønner, der ønskede at feriere i et fredeligt landområde.
Agenter omringede huset på 13250 East Highway C-25 om morgenen den 16. januar 1935. FBI-folkene vidste ikke, at Karpis og andre bandemedlemmer havde forladt huset tre dage før, og havde efterladt Fred og Ma alene i huset. Beordret til at overgive sig, åbnede Fred ild; både han og hans mor blev dræbt af føderale agenter efter en intens, timelang skudveksling. Tilsyneladende kom mange lokale folk for  at se på begivenhederne, der udfoldede sig, medbringende madkurve under skudvekslingen. Efter at skuddene fra huset ophørte, beordrede FBI den stedlige altmuligmand, Willie Woodbury at trænge ind i huset iført en skudsikker vest. Woodbury rapporterede, at der ikke var nogen i live indenfor.
Begge lig blev fundet i sammen i det forreste soveværelse. Freds krop var gennemhullet af kugler, men Ma syntes at være død af et enkelt kuglesår. Ifølge FBI's rapport blev en maskinpistol fundet i hendes hænder. Andre kilder siger, at den lå mellem ligene af Ma og Fred. Deres kroppe blev udstillet og opbevaredes derefter indtil 1. oktober 1935, da slægtninge fik dem begravet på Williams Timberhill Cemetery i Welch, Oklahoma, ved siden af Herman Barker.
Det populære billede af hende som banderens leder og dens kriminelle mastermind, der bliver fremstillet i film som Ma Barker's Killer Brood (1960), Bloody Mama (1970) og Public Enemies (1996), betragtes generelt af historikere som fiktive. Ideen om at hun deltog i den skudveksling, hvor hun døde, er også blevet behandlet med skepsis. Mange, herunder Karpis, har antydet, at myten blev opmuntret af J. Edgar Hoover og hans voksende Federal Bureau of Investigation (FBI) for at retfærdiggøre hans agenturs drab på en gammel dame. Efter hendes død hævdede Hoover, at fru Barker var "den mest onde, farlige og ressourcestærke kriminelle hjerne i det sidste årti". Han hævdede også at hun nød den livsstil, der var frugten af sine sønners forbrydelser og tilsyneladende havde en række elskere.
Selvom hendes børn utvivlsomt var mordere og deres Barker-Karpis-Gang begik en lang række røverier, kidnapninger og andre forbrydelser mellem 1931 og 1935, er der ingen tegn på, at "Ma" var deres leder eller endda var specielt involveret.  Fru Barker kendte utvivlsomt til bandens aktiviteter og hjalp dem til og med før og efter at de begik deres forbrydelser. Dette ville gøre hende til en medskyldig, men der er intet bevis for, at hun nogensinde var en aktiv deltager i nogen af forbrydelserne selv eller selv var involveret i planlægningen af dem. Hendes rolle var at tage sig af bandemedlemmerne, som ofte sendte hende til biografen, mens de begik forbrydelser. Ifølge Claire Bond Potter: "Hendes alder og tilsyneladende respektlabilitet gjorde det muligt for banden at skjule sig "forklædt” som en familie. Som 'Mrs. Hunter' og 'Mrs. Anderson' lejede hun huse, betalte regninger, handlede og ærinder. Alderen gjorde Kate mere socialt usynlig end en af mændenes andre piger. 
Alvin Karpis, den sandsynligvis reelle leder af banden, sagde senere, at Ma bare var "et gammeldags hjemmemenneske fra Ozarks ... overtroisk, troværdig, simpel, vrissen og generelt lovlydig."  Han konkluderede, at:
”Den mest latterlige historie i de kriminelle annaler er, at Ma Barker skulle være hjernen bag Karpis-Barker-banden. . . . Hun var ikke leder af kriminelle eller endda en kriminel selv. Der er ikke et politibillede af hende eller et sæt fingeraftryk taget, mens hun levede. . . hun vidste, at vi var kriminelle, men hendes deltagelse i vores karriere var begrænset til een funktion: Da vi rejste sammen flyttede vi rundt som en mor og hendes sønner. Hvad kunne se mere uskyldigt ud?”
Denne opfattelse af Ma Barker bliver bekræftet af den berygtede bankrøver Harvey Bailey, der kendte Barkers godt. Han observerede i sin selvbiografi, at Ma Barker "ikke kunne planlægge morgenmaden" endsige en kriminel virksomhed. 
Forfatter Tim Mahoney hævder, at den virkelige kraft bag banden var de korrupte retshåndhævere i St. Paul, især under politibetjent Tom Brown. Før de mødte ham, var de ikke mere end en "flok klodsede bonderøvstyveknægte", som ville have været fanget eller dræbt længe før de blev nationalt berygtede. "Hvis Barker-banden aldrig var kommet under Browns beskyttelse, kunne Ma Barker måske være død i Ozarks, en fattig, usynlig enke."